# Старе Чапле (Поморське воєводство)
Старе Чапле (пол. Stare Czaple, нім. Alt Chapel) — село в Польщі, у гміні Стенжиця Картузького повіту Поморського воєводства.
У 1975-1998 роках село належало до Гданського воєводства.